# Domori Katsutoshi
Katsutoshi Domori (sinh ngày 29 tháng 6 năm 1976) là một cầu thủ bóng đá người Nhật Bản.

## Sự nghiệp câu lạc bộ
Katsutoshi Domori đã từng chơi cho Cerezo Osaka và Albirex Niigata.